# Badia Pavese
Badia Pavese es una localidad y comune italiana de la provincia de Pavía, región de Lombardía, con 427 habitantes.

## Evolución demográfica
| Gráfica de evolución demográfica de Badia Pavese entre 1861 y 2001 |
|                                                                    |
| Fuente ISTAT - elaboración gráfica de Wikipedia                    |